# CFR Marfă
CFR Marfă este o companie de transport feroviar din România, înființată în anul 1998, prin reorganizarea companiei Căile Ferate Române.

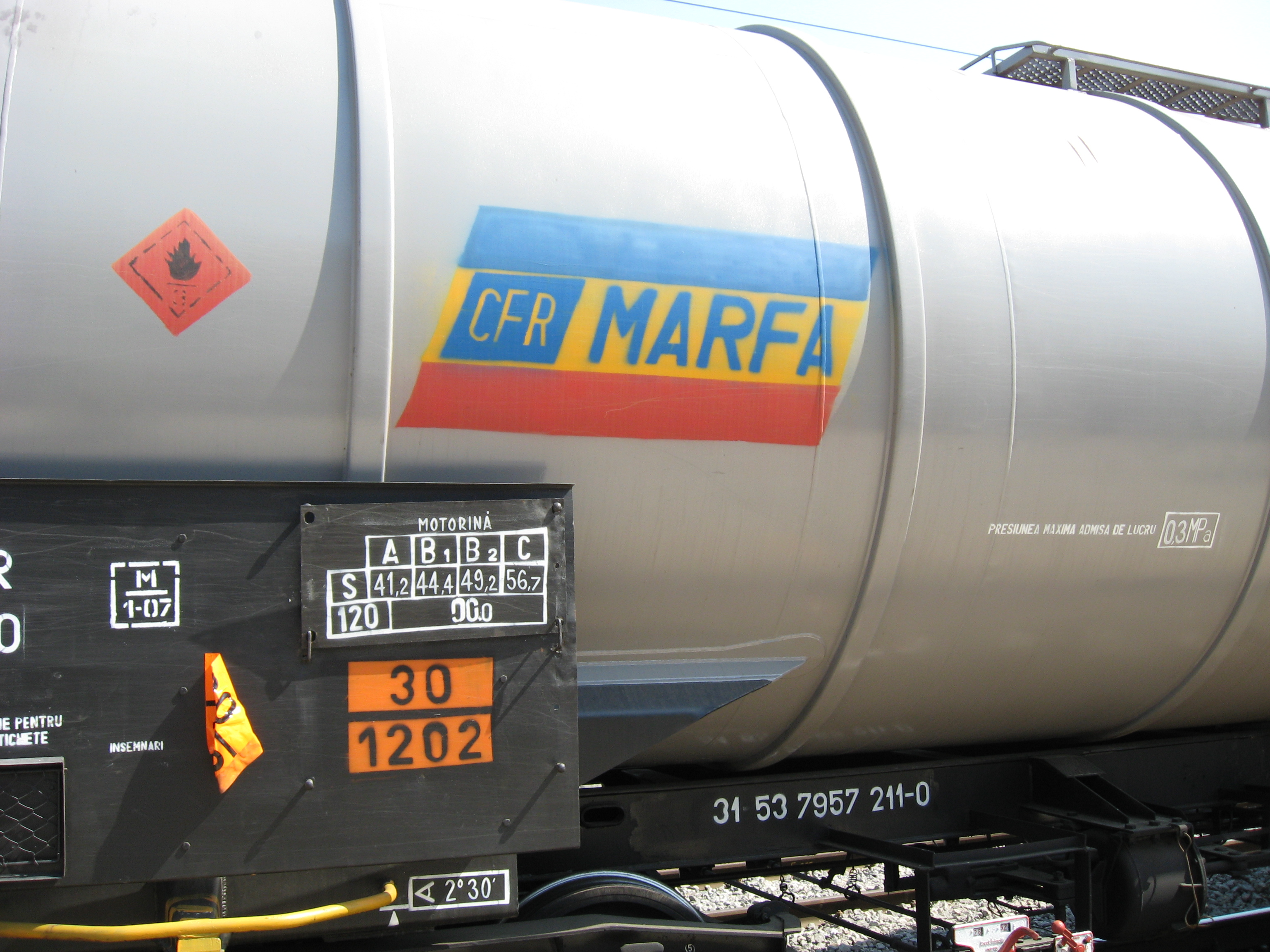
Vagon CFR Marfă cu motorină

În anul 2005, compania avea 900 de locomotive, 60.000 vagoane și 19.000 angajați.
În anul 2008, compania avea un parc logistic de 907 locomotive și 42.925 vagoane.
În anul 2010, compania a transportat 30,7 milioane de tone de marfă, din care cea mai mare pondere a avut-o cărbunele (63,26% din totalul cantității transportate), urmat de metalele comune și articolele din metale comune (5,9%), produsele petroliere (5,7%) și îngrășăminte (5,4%).
În anul 2004, cărbunele a avut o pondere de aproape 40% în totalul mărfurilor transportate de companie.
Pe locurile următoare s-au situat metalele comune (12,4%), produsele petroliere (10,9%) și minereurile (4%).
CFR Marfă este singura companie care dispune de suficient material rulant pentru a prelua la transport producția națională de cărbune.
În august 2010, cota de piață a companiei era de 49,2%, apreciată în tone/km marfă transportată și respectiv, 58% apreciată în tone/km marfă încărcată.
În 2013, CFR Marfă a fost pusă în vânzare datorită datoriilor. Suma cerută este 61.000.000 euro deși doar valoarea vagoanelor este 200.000.000 euro.
Număr de angajați:
- 2009: 16.220[5]
- 2008: 17.400[6]

Cifra de afaceri:
- 2010: 993.600.000 lei[3]
- 2009: 1.060.000.000 lei[3]
- 2008: 1.770.000.000 lei[6]
- 2007: 550.000.000 euro[7]
- 2005: 540.000.000 euro[8]
- 2000-2001: 450.000.000 euro

Profit net:
- 2012: -250.000.000 euro
- 2010: -354.200.000 lei (pierdere)[3]
- 2009: -341.900.000 lei[3]
- 2008: -170.000.000 lei[6]
- 2007: 1.400.000 euro[7]

| Tip de produse                              | %    |
| ------------------------------------------- | ---- |
| Cărbune                                     | 39,5 |
| Produse petroliere                          | 10,9 |
| Produse de carieră                          | 3,8  |
| Metale comune și articole din metale comune | 12,4 |
| Ciment                                      | 2,7  |
| Minereu                                     | 4,0  |
| Produse agricole                            | 3,6  |
| Produse chimice                             | 4,2  |
| Alte grupe de produse                       | 16.2 |

## Vezi și
- Privatizarea CFR Marfă